# Island Shangri-La
L'Island Shangri-La est un gratte-ciel de 213 mètres de hauteur situé à Hong Kong en Chine. Il a été construit de 1986 à 1991. Il est situé dans l'île de Hong Kong et fait partie du complexe Pacific Place qui comprend 4 autres gratte-ciel dont le JW Marriott Hong Kong. L'hôtel Shangri-La est le plus haut bâtiment du complexe.
Il abrite un hôtel de la chaîne Shangri-La Hotels and Resort.
Le bâtiment, de forme elliptique, a été conçu par l'agence d'architecture de Hong Kong Wong & Ouyang (HK) Limited.